# Schloss Jauer

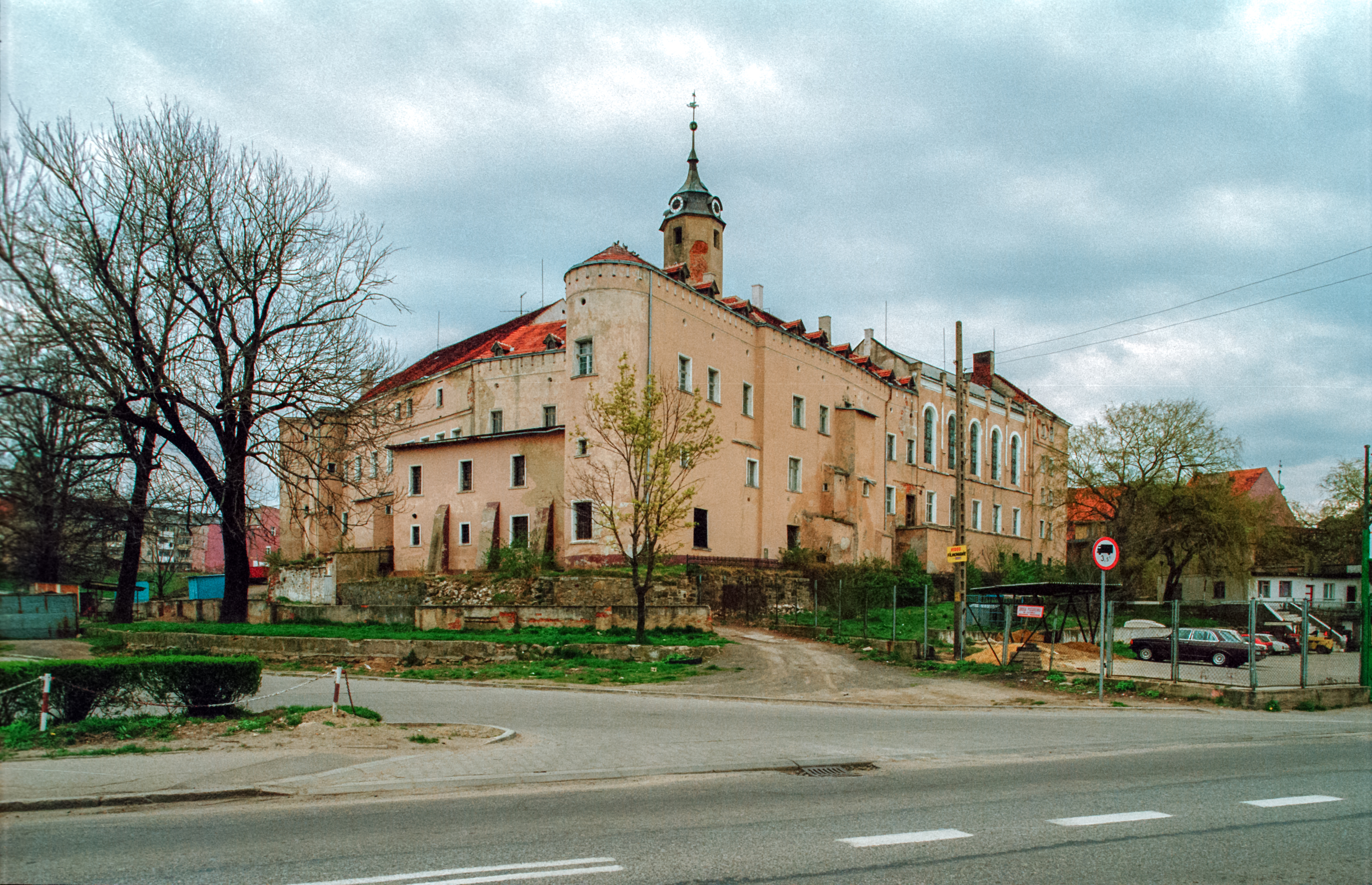
Schloss Jauer

Das Schloss Jauer (polnisch Zamek Piastowski w Jaworze – Piastenschloss in Jauer) befindet sich in Jawor (Jauer) in der Woiwodschaft Niederschlesien in Polen. Es liegt im Südwesten der Stadt und ist eine der wenigen erhaltenen Stadtburgen Schlesiens.

## Geschichte
Die Burg, 1234 erstmals erwähnt, gehörte damals zum Herzogtum Liegnitz und war zunächst Sitz eines Landvogts. Sie wurde zur Sicherung des Flussübergangs über die Wütende Neiße erbaut, über den die Straßenverbindung von Liegnitz über Jauer, Bolkenhain und Landeshut nach Böhmen verlief.
Nach der Teilung des Herzogtums Liegnitz 1278 wurde die Burg Jauer Residenz des Herzogtums Jauer. Nach dem Tod des Herzogs Heinrich I. 1346 erbte Burg und Herzogtum Jauer dessen Neffe Bolko II. von Schweidnitz, der 1368 starb. Nach dessen Testament stand seiner Witwe Agnes von Habsburg bis an ihr Lebensende († 1392) ein Nießbrauch für das vereinte Herzogtums Schweidnitz-Jauer zu. Erbin sollte Herzog Bolkos II. Nichte, die böhmische Königin Anna von Schweidnitz sein. Da diese bereits 1362 verstorben war, fiel das Herzogtum Schweidnitz-Jauer erbrechtlich an Annas Sohn Wenzel. Er bestimmte die Burg Jauer zur Residenz der königlichen Landeshauptleute des Erbfürstentums Schweidnitz-Jauer.

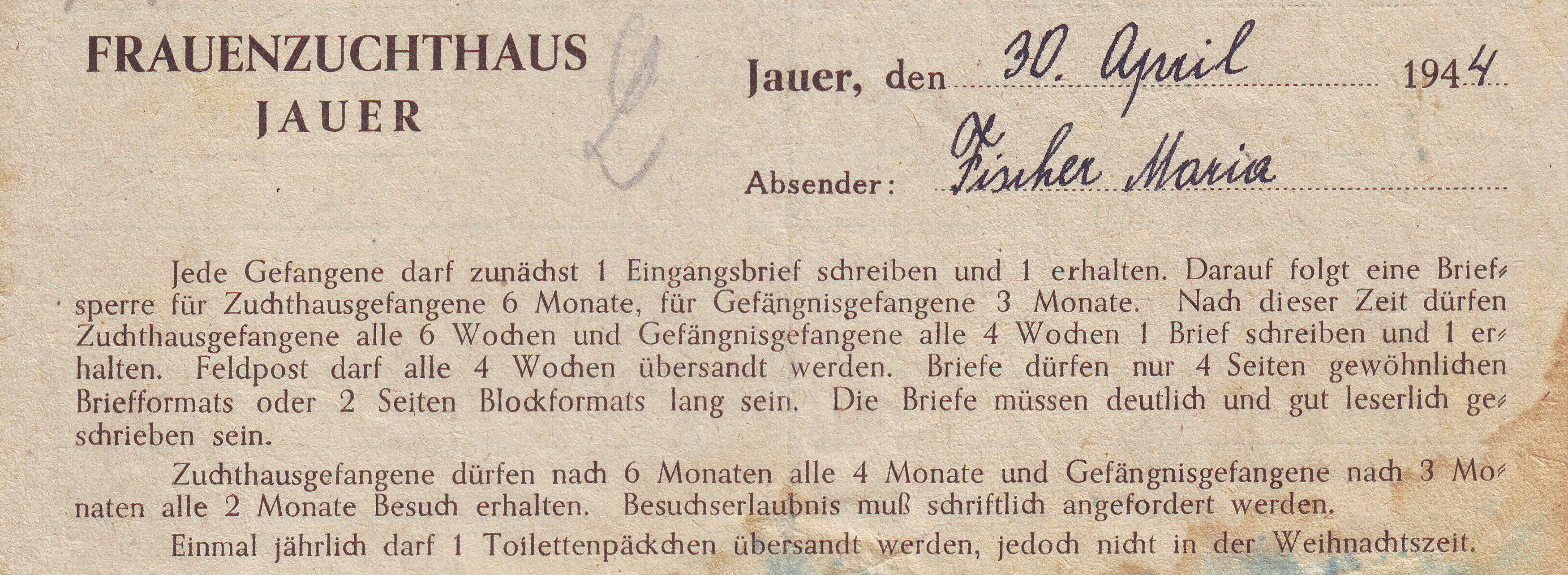
Briefkopf eines Briefes von Maria Fischer aus dem Frauenzuchthaus Jauer, geschrieben auf einem Vordruck des Zuchthaus-Briefpapiers, 30. April 1944

Nach dem Übergang Schlesiens an Preußen 1742 fiel das Amt des Landeshauptmanns weg. Ab 1746 wurde das Schloss Jauer als Arbeits-, Zucht- und Irrenhaus, ab 1888 als Frauenstrafanstalt genutzt. In dem im Schloss befindlichen Frauenzuchthaus Jauer (damalige Adresse: Schlossstraße 17, heute: Ulica Zamkowa 1) waren während der Zeit des Nationalsozialismus neben anderen Häftlingen auch die Widerstandskämpferinnen Genia Nobel, Maria Fischer, Luise Kanitz (geb. Lebensaft) und Marie Eckert inhaftiert.
Nach dem Übergang Schlesiens an Polen 1945 wurde des Schloss zweckentfremdet genutzt.

## Bauwerk
Mit dem ersten umfassenden Ausbau der Burg Ende des 13. Jahrhunderts wurde auf der Innenseite der Wehrmauer ein Westflügel errichtet. Mitte des 14. Jahrhunderts wurde das Schloss durch Herzog Bolko II. erweitert. 1408 veranlasste König Wenzel den Bau des Westflügels. Nach 1510 wurde die Anlage für eine zeitgemäße Verteidigung ausgebaut, von der sich eine halbrunde Bastei erhalten hat. 1552–1568 erfolgte ein teilweiser Umbau im Stil der Renaissance. Der damals begonnene Bau des Schlossturms wurde erst nach dem Wiederaufbau nach den Zerstörungen des Dreißigjährigen Kriegs fertiggestellt.